# Hebrew Theological College
El Hebrew Theological School (en hebreo: המכללה התאולוגית העברית) (en español: Colegio Teológico Hebreo) conocido habitualmente como Skokie Yeshiva, es una yeshivá ubicada en Skokie, Illinois, que también funciona como un campus universitario privado. La escuela es una división del Touro College y del sistema universitario. El objetivo principal de la yeshivá es enseñar la Torá y las tradiciones judías. Fue fundada en 1922, como una institución educativa del judaísmo ortodoxo, está ubicada en los Estados Unidos y actualmente incluye a estudiantes de diversos orígenes, entre ellos hay: ortodoxos modernos, jaredíes y jasídicos. El propósito principal del colegio es preparar a los estudiantes para asumir papeles formales como educadores, así como entrenar a los estudiantes elegibles para cumplir con los requisitos y las demandas de la ordenación rabínica, la (semijá). También tiene un propósito secundario, el colegio ofrece a los estudiantes unas amplias perspectivas culturales, y una base sólida sobre las artes y las ciencias liberales, para facilitar una síntesis creativa del conocimiento secular y judío. Al hacerlo, el colegio también proporciona una excelente base para la búsqueda de una formación profesional avanzada.

## Escuela Secundaria Fasman
La Escuela Secundaria Fasman, forma parte del Colegio Teológico Hebreo, y está ubicada en Skokie, Illinois. Durante el año escolar 2016-2017, la escuela tenía 133 estudiantes inscritos desde el noveno grado, hasta el duodécimo grado. La Yeshivá Fasman ofrece una educación dual, en la que se imparten estudios seculares y judaicos.

### Instalaciones
El centro está ubicado en un terreno de unos 13 acres (unos 53.000 metros cuadrados), en un campus compartido con el Colegio Teológico Hebreo y con la escuela judía "Hillel Torah North Suburban Day School". El edificio de la administración incluye: el comedor, el auditorio, la biblioteca, los dormitorios y las aulas. El laboratorio de ciencia, la tienda de libros, y la sala de juegos, están también en el mismo edificio. El edificio de la sala de estudio de la yeshivá, el bet midrash, incluye clases adicionales y un gimnasio. Las instalaciones deportivas incluyen: una pista de baloncesto, un campo de béisbol, y un campo de fútbol europeo.

### Departamento de Estudios Académicos
El programa general educativo del instituto Fasman, incluye cursos avanzados en biología, cálculo, computación, informática, física, historia, gobierno y política de los Estados Unidos, macro y microeconomía, e idioma inglés. Los estudiantes del centro deben aprender durante un periodo mínimo de tres años, el idioma hebreo moderno. En el centro se imparte la asignatura de álgebra.

### Departamento de Estudios Judaicos
El plan de estudios del centro incluye una lección preparatoria (shiur), que está diseñada para ayudar a los estudiantes que no han recibido previamente una educación talmúdica, a desarrollar sus habilidades básicas, además de impartir tres niveles de estudios judaicos (los nuevos alumnos y los estudiantes de primer año, solo estudian los dos primeros niveles). Cada profesor de estudios judaicos enseña a sus alumnos los Talmuds de Babilonia y Jerusalén, la Torá, la Halajá, el Tanaj y los Midrashim. Además, muchos estudiantes se inscriben en una variedad de asignaturas opcionales, que se imparten después de las clases habituales.

### Deportes
El equipo de baloncesto de la escuela, compite en el torneo estatal patrocinado por la Asociación de Escuelas Secundarias del Estado de Illinois. Existen varias ligas para deportes como el baloncesto, el béisbol, el fútbol americano (american football), el fútbol europeo (soccer), el tenis, y el ajedrez.

### Actividades filantrópicas
Los alumnos de la Yeshivá Fasman, participan en diversas actividades caritativas y filantrópicas. La yeshivá organiza una colecta, para entregar prendas de ropa a diversas organizaciones ubicadas en el Estado de Israel, que luego la distribuyen a familias necesitadas. Muchos estudiantes del centro han ayudado a seleccionar y a empaquetar toneladas de ropa, para ser luego enviada por barco a Israel. Los estudiantes del centro colaboran con la organización benéfica Chicago Chesed Fund, y cooperan con varias organizaciones para niños con discapacidades como Yachad y Chai Lifeline.